# Graecoanatolica
Graecoanatolica là một chi ốc nước ngọt cỡ nhỏ, là động vật thân mềm chân bụng sống dưới nước thuộc họ Hydrobiidae.

## Các loài
Các loài thuộc chi Graecoanatolica bao gồm: 
- †Graecoanatolica macedonica Radoman & Stanovic, 1978
- Graecoanatolica vegorriticola (Schütt, 1962)